# Eliteserien i bandy 2006/2007
Eliteserien i bandy 2006/2007 spelades 15 november 2006-18 februari 2007 och vanns av Stabæk IF, som efter slutspelet även vann det norska mästerskapet i bandy, genom att i finalmatchen den 17 mars 2007 besegra Mjøndalen IF med 6-3. Lag 1-2 i serien gick vidare till semifinalspel, lag 3-4 till kvartsfinalspel. Lag 5-6 säkrade nytt kontrakt och lag 7-8 fick kvala för att hålla sig kvar.

## Seriespelet
| Nr | Lag           | S  | V  | O | F  | +/-       | P  |
| -- | ------------- | -- | -- | - | -- | --------- | -- |
| 1  | Stabæk IF     | 21 | 18 | 0 | 3  | 179 - 69  | 35 |
| 2  | Solberg SK    | 21 | 17 | 1 | 3  | 140 - 56  | 33 |
| 3  | Ullevål IL    | 21 | 12 | 1 | 8  | 107 - 89  | 25 |
| 4  | Drammen Bandy | 21 | 10 | 3 | 8  | 112 - 104 | 23 |
| 5  | Mjøndalen IF  | 21 | 11 | 1 | 9  | 140 - 105 | 23 |
| 6  | IF Ready      | 21 | 7  | 1 | 13 | 90 - 105  | 15 |
| 7  | Sarpsborg BK  | 21 | 5  | 0 | 16 | 85 - 144  | 10 |
| 8  | Høvik IF      | 21 | 0  | 1 | 20 | 43 - 224  | 1  |

## Slutspel
| - 15 november 2006 Stabekk Stabæk - Høvik 11 - 4 - 15 november 2006 Sarpsborg Sarpsborg - Drammen 4 - 8 - 15 november 2006 Vassenga Mjøndalen - Solberg 6 - 6 - 15 november 2006 Valle Hovin Ullevål - Ready 3 - 7 - 19 november 2006 Gressbanen Ready - Sarpsborg 7 - 4 - 19 november 2006 Stabekk Stabæk - Mjøndalen 11 - 3 - 19 november 2006 Hauger Høvik - Drammen 2 - 10 - 19 november 2006 Vassenga Solberg - Ullevål 6 - 1 - 22 november 2006 Marienlyst Drammen - Solberg 2 - 4 - 22 november 2006 Vassenga Mjøndalen - Ready 10 - 0 - 22 november 2006 Valle Hovin Ullevål - Stabæk 6 - 5 - 26 november 2006 Stabekk Stabæk - Sarpsborg 16 - 6 - 26 november 2006 Gressbanen Ready - Drammen 6 - 7 - 26 november 2006 Hauger Høvik - Solberg 1 - 6 - 26 november 2006 Vassenga Mjøndalen - Ullevål 6 - 5 - 29 november 2006 Vassenga Mjøndalen - Sarpsborg 6 - 3 - 29 november 2006 Marienlyst Drammen - Stabæk 1 - 7 - 29 november 2006 Valle Hovin Ullevål - Høvik 12 - 3 - 29 november 2006 Vassenga Solberg - Ready 5 - 4 - 3 december 2006 Vassenga Solberg - Sarpsborg 7 - 2 - 3 december 2006 Gressbanen Ready - Stabæk 1 - 6 - 3 december 2006 Marienlyst Drammen - Ullevål 7 - 3 - 3 december 2006 Vassenga Mjøndalen - Høvik 16 - 1 - 13 december 2006 Stabekk Stabæk - Mjøndalen 9 - 4 - 13 december 2006 Hauger Høvik - Drammen 5 - 5 - 13 december 2006 Gressbanen Ready - Sarpsborg 3 - 4 - 13 december 2006 Vassenga Solberg - Ullevål 4 - 3 - 17 december 2006 Sarpsborg Sarpsborg - Høvik 10 - 1 - 17 december 2006 Valle Hovin Ullevål - Stabæk 3 - 8 - 17 december 2006 Marienlyst Drammen - Solberg 5 - 2 - 17 december 2006 Vassenga Mjøndalen - Ready 4 - 2 - 20 december 2006 Stabekk Stabæk - Ready 7 - 4 - 20 december 2006 Valle Hovin Ullevål - Drammen 5 - 5 - 20 december 2006 Hauger Høvik - Mjøndalen 3 - 8 - 20 december 2006 Sarpsborg Sarpsborg - Solberg 2 - 7 - 22 december 2006 Marienlyst Drammen - Sarpsborg 9 - 5 - 26 december 2006 Vassenga Solberg - Mjøndalen 8 - 3 - 26 december 2006 Gressbanen Ready - Ullevål 2 - 3 - 26 december 2006 Stabekk Høvik - Stabæk 0 - 16 - 29 december 2006 Valle Hovin Ullevål - Solberg 2 - 7 - 29 december 2006 Marienlyst Drammen - Høvik 8 - 0 - 29 december 2006 Sarpsborg Sarpsborg - Ready 7 - 9 - 29 december 2006 Vassenga Mjøndalen - Stabæk 4 - 6 | - 3 januari 2007 Hauger Høvik - Ullevål 3 - 7 - 3 januari 2007 Stabekk Stabæk - Drammen 4 - 1 - 3 januari 2007 Gressbanen Ready - Solberg 0 - 7 - 3 januari 2007 Sarpsborg Sarpsborg - Mjøndalen 4 - 5 - 7 januari 2007 Sarpsborg Sarpsborg - Stabæk 0 - 12 - 7 januari 2007 Marienlyst Drammen - Ready 3 - 3 - 7 januari 2007 Vassenga Solberg - Høvik 15 - 1 - 10 januari 2007 Sarpsborg Sarpsborg - Ullevål 4 - 7 - 10 januari 2007 Marienlyst Drammen - Mjøndalen 7 - 9 - 10 januari 2007 Vassenga Solberg - Stabæk 1 - 2 - 10 januari 2007 Gressbanen Ready - Høvik 11 - 2 - 14 januari 2007 Hauger Høvik - Ullevål 1 - 12 - 14 januari 2007 Stabekk Stabæk - Drammen 11 - 6 - 14 januari 2007 Gressbanen Ready - Solberg 3 - 9 - 14 januari 2007 Vassenga Mjøndalen - Sarpsborg 12 - 2 - 17 januari 2007 Sarpsborg Sarpsborg - Stabæk 3 - 2 - 17 januari 2007 Marienlyst Drammen - Ready 3 - 4 - 17 januari 2007 Vassenga Solberg - Høvik 9 - 5 - 17 januari 2007 Valle Hovin Ullevål - Mjøndalen 4 - 1 - 19 januari 2007 Valle Hovin Ullevål - Mjøndalen 6 - 4 - 21 januari 2007 Stabekk Stabæk - Solberg 7 - 8 - 21 januari 2007 Valle Hovin Ullevål - Sarpsborg 4 - 2 - 21 januari 2007 Hauger Høvik - Ready 2 - 7 - 21 januari 2007 Vassenga Mjøndalen - Drammen 4 - 6 - 24 januari 2007 Sarpsborg Sarpsborg - Høvik 5 - 2 - 7 februari 2007 Hauger Høvik - Sarpsborg 3 - 7 - 7 februari 2007 Solberg Solberg - Drammen 8 - 0 - 7 februari 2007 Gressbanen Ready - Mjøndalen 3 - 5 - 11 februari 2007 Sarpsborg Sarpsborg - Ullevål 3 - 6 - 11 februari 2007 Gressbanen Ready - Høvik 5 - 1 - 11 februari 2007 Marienlyst Drammen - Mjøndalen 7 - 6 - 11 februari 2007 Solberg Solberg - Stabæk 3 - 5 - 14 februari 2007 Sarpsborg Sarpsborg - Drammen 6 - 11 - 14 februari 2007 Stabekk Stabæk - Høvik 20 - 2 - 14 februari 2007 Vassenga Mjøndalen - Solberg 0 - 11 - 14 februari 2007 Valle Hovin Ullevål - Ready 6 - 5 - 16 februari 2007 Stabekk Stabæk - Ullevål 6 - 5 - 18 februari 2007 Marienlyst Drammen - Ullevål 1 - 4 - 18 februari 2007 Solberg Solberg - Sarpsborg 7 - 2 - 18 februari 2007 Hauger Høvik - Mjøndalen 1 - 24 - 18 februari 2007 Gressbanen Ready - Stabæk 4 - 8 |

### Kvartsfinaler
- 21 februari 2007: Ready-Ullevål IL 5-7
- 21 februari 2007: Mjøndalen IF-Drammen Bandy 10-2

- 25 februari 2007: Ullevål IL-Ready 5-5
- 25 februari 2007: Drammen Bandy-Mjøndalen IF 5-9

### Semifinaler
- 28 februari 2007: Solberg SK-Mjøndalen IF 3-6
- 28 februari 2007: Stabæk IF-Ullevål IL 6-3
- 4 mars 2007: Mjøndalen IF-Solberg SK 7-6
- 4 mars 2007: Ullevål IL-Stabæk IF 4-9
- 7 mars 2007: Solberg SK-Mjøndalen IF 4-4, 5-7 efter straffslag (Mjøndalen IF vidare med 3-0 i matcher)
- 7 mars 2007: Stabæk IF-Ullevål IL 9-6 (Stabæk IF vidare med 3-0 i matcher)

### Final
- 17 mars 2007: Stabæk IF-Mjøndalen IF 6-3

Stabæk IF norska mästare i bandy för herrar säsongen 2006/2007.

## Kvalspel till Eliteserien
Lag 1-2 till Eliteserien 2007/2008. Lag 3-4 till 1. Divisjon 2007/2008.
| Nr | Lag          | S | V | O | F | +/-     | P |
| -- | ------------ | - | - | - | - | ------- | - |
| 1  | Hamar IL     | 3 | 3 | 0 | 0 | 22 - 8  | 6 |
| 2  | Sarpsborg BK | 3 | 2 | 0 | 1 | 23 - 10 | 4 |
| 5  | Høvik IF     | 3 | 1 | 0 | 2 | 11 - 23 | 2 |
| 6  | Røa IL       | 3 | 0 | 0 | 3 | 8 - 23  | 0 |